# Microsoft Bob
Microsoft Bob was een alternatieve niet-standaard grafische gebruikersomgeving voor Microsoft Windows 95, Windows 3.x en Windows NT. De eerste en enige versie werd uitgebracht op 1 maart 1995. Het pakket werd gepositioneerd voor de laagdrempelige gebruiker. Microsoft Bob flopte en werd een jaar later al van de markt gehaald. Melinda Gates was manager van het project.

## Achtergrond
Bob kwam er naar aanleiding van Microsoft publisher dat gedeeltelijk gebaseerd is op het gebruik van wizards. Het ontwikkelteam van Publisher was van mening dat het programma toch nog te moeilijk was voor de gewone gebruiker die destijds nog niet vertrouwd was met een computer.
Omwille van de uitgave van Windows 95 en Windows NT, waarin de gebruikersomgeving sterk afweek met die van Windows 3.1, kwam het Publisher-ontwikkelteam met het idee om een additionele gebruikersinterface aan te maken met een aantal programma's die grotendeels gebaseerd zijn op eenvoudige wizards. Het project startte als Data wizard, werd hernoemd naar Utopia om ten slotte onder de naam Microsoft Bob te verschijnen.
Bob heeft in zeker opzicht overeenkomsten met het programmabeheer van Windows 3.x. Naast de gebruikersomgeving bevatte Bob nog enkele zeer eenvoudige en gebruiksvriendelijke programma's. Deze programma's waren gebaseerd op het Bob-principe en konden enkel vanuit de Bob-interface worden opgestart. Bob diende afzonderlijk aangekocht te worden en kostte 99 Amerikaanse dollar. Na installatie was het programma niet geïntegreerd in de Windows-omgeving, maar diende handmatig opgestart te worden (tenzij men een snelkoppeling plaatste in de Opstarten-groep).

## Interface Bob: kamers en attributen
Microsoft Bob was een huis met diverse kamers. Na opstarten van Bob kreeg de gebruiker de voordeur van een huis te zien. Op dit beginscherm diende hij een profiel aan te klikken. Vervolgens kwam hij terecht in zijn woonkamer.
De woonkamer bevatte een aantal standaard meubelstukken zoals kasten, tafels, stoelen, enzovoorts. Verder kon de gebruiker de kamer inkleden met attributen: pen en papier, spaarvarken, scheurkalender etc. Aan de geplaatste attributen kon de gebruiker een programma koppelen. Dit kon zowel een programma binnen als buiten de Bob-omgeving zijn. De attributen kon men verkleinen/vergroten zodat deze proportioneel in verhouding waren met de omgeving. Men kon bijvoorbeeld de dimensie van een boek-attribuut zo aanpassen dat dit paste in de boekenkast. Ten slotte had de kamer nog enkele deuren om naar een andere kamer te gaan.
In dit opzicht zijn de kamers te vergelijken met de programmagroepen uit de Windows program manager. De attributen zijn dan de iconen die vroeger in een programmagroep stonden.
Verder kon de gebruiker het uitzicht van de kamer veranderen in woonkamer, schuur, tuin en dergelijke. Ook de achtergronden die zichtbaar waren door de ramen kon men aanpassen: zonnige dag, regendag, sterrenhemel etcetera.

## Documentbeheer en beveiliging
Alle bestanden aangemaakt in een Bob-programma werden ergens bewaard in de Bob-omgeving. De gebruiker kon dus zelf geen bestandslocatie opgeven. Verder kon de gebruiker aangeven of het bestand enkel voor hem zichtbaar was of voor alle Bob-gebruikers. Eenzelfde kon hij doen met de kamers en attributen in de Bob-gebruikersomgeving. Zo had de gebruiker de mogelijkheid om te navigeren naar alle publieke kamers van de andere Bob-gebruikers.
Een echte documentbeveiliging was er niet: naargelang de keuze van de gebruiker werd het bestand in een bepaalde map geschreven. Aangezien men in Windows 3.1 en Windows 95 nog de FAT-bestandsindeling gebruikte, was er geen mapbeveiliging. Zodoende waren alle bestanden door gelijk welke gebruiker terug te vinden via Windows verkenner. Enkel met Windows NT kon er een extra beveiliging zijn op voorwaarde dat de harde schijf werd geformatteerd onder het NTFS-formaat en de nodige beveiligingen op de data-folders werden aangebracht.

## Programma's
Bob werd geleverd met acht programma's: Bob letter writer, Bob clock, Bob address book, Bob checkbook, Bob agenda, Bob financial book, Bob e-mail en Bob household manager. Bob bevatte ook nog het spelletje Bob GeoSafari. Verder had Microsoft plannen om bijkomende softwarepakketten uit te brengen specifiek voor de Bob-omgeving. Ook andere bedrijven hadden de mogelijkheid om software uit te brengen met de Bob-filosofie die dan geïntegreerd konden worden in de Bob-omgeving.

## Wizards
De Bob-programma's zijn grotendeels opgebouwd uit wizards. Bij opstarten van Bob letter writer kreeg men bijvoorbeeld volgende wizard:
- "Aanmaken van nieuw document" of "Openen bestaand document"
- Indien men de eerste optie koos, diende men onmiddellijk de bestandsnaam in te geven en aan te duiden of het document privé/publiek was
- Selecteer sjabloon: brief, klacht, gelukswensen, adreswijziging, rechtzetting fout, bedankje ...
- Vervolgens kon de gebruiker kiezen of de standaardtekst van de gekozen sjabloon diende ingevoegd te worden of niet
- Daarna werd gevraagd welke paginarand getoond moest worden: geen, enkele lijn, dubbele lijn, hartjes, muzieknoten, bloemen ...
- Ten slotte kon de gebruiker het adres van de bestemmeling ingeven. Dit kon eventueel opgezocht worden via Bob address book.

Het concept van wizards was niet nieuw. Microsoft gebruikte dit reeds in Microsoft publisher. Omdat wizards daar hun doel al hadden bewezen, besloot Microsoft om Bob grotendeels te baseren op deze techniek.
Verder waren de programma's zeer simplistisch en beperkten zich tot de essentie. Zo had Bob letter writer ongeveer dezelfde opties als Wordpad. Het grootste verschil was dat Bob letter writer wel over een spellingscontrole beschikte.

## Bob e-mail
Met opkomst van het internet besloot Microsoft om in Bob een e-mailprogramma in te bouwen. Dit programma was enkel compatibel met de Amerikaanse e-maildienst MCI Mail. Bob-gebruikers dienden bij dit bedrijf een extra abonnement te nemen dat 5 Amerikaanse dollar per maand kostte exclusief inbelkosten. Voor dit bedrag kon de gebruiker 15 mails op maandbasis versturen. Een mail kon niet meer dan 5000 karakters bevatten. Elke extra verstuurde  e-mail kostte 45 Amerikaanse dollarcent.

## Flop en toekomst
Microsoft Bob was geen commercieel succes. Een jaar na uitgave werd het product al uit de rekken gehaald. Verschillende consumententijdschriften hebben Bob opgenomen in de lijst van slechtste programma's.
Verder waren de technische vereisten redelijk hoog: een computer met een Intel 80486-processor, 30MB vrije schijfruimte en 8MB geheugen. Hoewel de 80486-procesor reeds sinds 1989 bestond, gebruikten de meeste mensen anno 1995 nog een 80286 of 80386 gezien de hoge kostprijs. Computers met toch een 80486-processor hadden meestal tussen de 2 en 4 MB geheugen.
Veel critici beoordeelden het programma als te kinderachtig. Het ontwerp van de woonkamers, achtergronden en attributen leek ontwikkeld te zijn voor kleuters en kinderen. Ook de ontwerpen van de sjablonen en voorbeeldteksten waren te simplistisch voor een volwassen gebruiker.
Een ander nadeel van de Bob-programma's was dat deze een eigen formaat hadden. Er was binnen de Bob-omgeving geen mogelijkheid om de data te converteren naar andere bestandsformaten en geen enkel ander softwareprogramma kon Bob-documenten importeren. Ook standaard Windows-sneltoetsen hadden in Microsoft Bob plots een totaal andere functie. Een ander heikel punt was de bevestiging van bijna elke actie met een OK-knop. Daarbij kwam dan ook nog dat de OK- en Annuleer-knoppen respectievelijk rechts en links stonden, daar waar men gewend is deze in de omgekeerde volgorde te krijgen.
Toch zijn een aantal concepten van Microsoft Bob later teruggekomen in andere programma's, waaronder:
- Voortzetting van wizards.
- Office-assistenten in Office 97 tot en met Office 2003
- De begeleider in Microsoft Bob was de hond Rover. Dezelfde hond verschijnt terug in de zoekfunctie van Windows XP.
- Het lettertype Comic Sans werd ontwikkeld voor Microsoft Bob, maar belandde uiteindelijk niet in de retail-versie. Desondanks was het lettertype wel aanwezig in de OEM-versie van Bob. Later werd het opgenomen in Microsoft publisher. Daarna kwam het ook in Microsoft office en ten slotte zelfs bij het Windows-besturingssysteem.

Desondanks zijn de Office-assistenten en Rover verdwenen in latere versies van Windows en Office.